# Maroantsetra
Maroantsetra – miasto w północno-wschodniej części Madagaskaru, w prowincji Toamasina. W 2005 roku liczyło 22 503 mieszkańców.
Miasto założył w 1774 roku Maurycy Beniowski pod nazwą Louisbourg.
W pobliżu miasta do Oceanu Indyjskiego uchodzi rzeka Antainambalana.
Do miasta dociera Route nationale 5, gdzie kończy swój bieg.
Maroantsetra jest głównym punktem do wyruszania do Parku Narodowego Masoala oraz do rezerwatu specjalnego Nosy Mangabe, który jest częścią tegoż parku narodowego.